# Principauté de Nassau-Orange-Fulde
1803–1806
Entités précédentes :
- Évêché de Fulde
- Ville impériale de Dortmund

La principauté de Nassau-Orange-Fulde (en allemand : Fürstentum Nassau-Oranien-Fulda) était une principauté immédiate du Saint-Empire romain germanique créée, en 1803, pour le prince d'Orange-Nassau, Guillaume-Frédéric, fils du dernier stathouder des Provinces-Unies, Guillaume V.
Le 25 février 1803, le recès de la diète impériale de Ratisbone attribue au prince d'Orange-Nassau :
- l'évêché de Fulde ;
- l'abbaye de Corvey ;
- la ville libre impériale de Dortmund ;
- l'abbaye de Weingarten et le prieuré de Hofen ;
- la prévôté de Sankt Gerold ;
- Bandern ;
- l'abbaye de Dietkirchen.

Le territoire de la principauté est divisé en
- principauté de Fulde ;
- principauté de Corvey ;
- comté de Dortmund ;
- seigneurie de Weingarten.

La principauté de Corvey est incorporée au royaume de Westphalie le 7 décembre 1807 ; le comté de Dortmund, au grand-duché de Berg le 1er mars 1808 ; et la principauté de Fulde, au grand-duché de Francfort le 10 mai 1810.
Au Congrès de Vienne, la principauté n'est pas rétablie. La principauté de Corvey et le comté de Dortmund sont cédés au royaume de Prusse.